# Bart, a zseni
A Bart, a zseni (eredeti cím: Bart the Genius) a második része a Simpson család című rajzfilmsorozatnak. Produkciós kódja: 7G02. Amerikában 1990. január 14-én mutatták be. Magyarországon 1998. szeptember 15-én mutatta be a TV3. Az epizód írója Jon Vitti, rendezője David Silverman.
Ebben az epizódban Bart festékszóróval rongálja az iskola tulajdonát, de Sintér elkapja. Utána az IQ-teszten kicseréli Martinnal a lapját, és ezt követően zseninek állítják be.

## Tartalom
Az intelligencia teszt írása után, Bart elcseréli lapját Martin Prince dolgozatára. Mikor az iskola pszichológusa dr. Pryor az eredményeket vizsgálja, észrevette, hogy Bart egy igazi zseni. Behívatta Homert és Margeot, majd javaslatára beíratták őt egy új iskolába.
Első napján a zseni gyerekek tehetséggondozójában Bart úgy érezte nem való neki ez a hely. Otthon viszont élvezte Homer odaadását. Marge remélve, hogy egy kis kultúrával ösztönzi fiát, vett jegyeket egy opera előadásra.
Mivel kiközösítették zseni osztálytársai, Bart meglátogatta régi iskoláját, ahol barátai kigúnyolták és a „poindexter” csúfnevet adták neki. Mikor egy tudományos kísérlet balul üt ki, Bart bevallja dr. Pryornak, hogy Martin az igazi zseni. Hazaérve elmondja Homernak is az igazságot, és hogy belátja milyen ostobaságot követett el, de boldog, hogy legalább így közelebb kerültek egymáshoz. Homer mérgében végigüldözte a házon.